# Mohernando
Mohernando es un municipio y localidad española de la provincia de Guadalajara, en la comunidad autónoma de Castilla-La Mancha. El término municipal tiene una población de 164 habitantes (INE 2024).

## Geografía
Mohernando está rodeada por otras localidades como Humanes al norte, Heras de Ayuso al este, Yunquera de Henares al sur y Malaguilla al oeste. A mediados del siglo XIX se mencionaban «varios montes poblados de encina, roble y mata baja de chaparro y otros arbustos» existentes en el término.

## Historia
Hacia mediados del siglo XIX el lugar contaba con una población censada de 186 habitantes. La localidad aparece descrita en el undécimo volumen del Diccionario geográfico-estadístico-histórico de España y sus posesiones de Ultramar de Pascual Madoz de la siguiente manera:

MOHERNANDO: v. con ayunt. en la prov. y part. jud. de Guadalajara (3 leg ), aud. terr. de Madrid (13), c. g. de Castilla la Nueva, dióc. de Toledo (25). sit. en una estensa llanura con libre ventilacion y clima templado; las enfermedades mas comunes son fiebres intermitentes y alguna pulmonía: tiene 44 casas; la consistorial con cárcel; un palacio propio de los condes de Humanes; una igl. parr. (Ntra. Sra. de Luz Bella) servida por un cura y un sacristan; un cementerio público sit. al NE. de la v., fuera de la que, como a 600 pasos de dist., hay una hermosa fuente de buenas aguas, que provee las necesidades del vecindario. térm.: confina N. Humanes; E. Heras; S. Yunquera, y O. Malaguilla; dentro de esta circunferencia se encuentra una ermita (La Soledad) y los desp. de Maluque y Majanar: el terreno fertilizado por el r. Henares, es de buena calidad; comprende en todas direcciones, varios montes poblados de encina, roble y mata baja de chaparro y otros arbustos. caminos: los que dirigen á Guadalajara y á los pueblos limítrofes. correo, se recibe y despacha en la cab. del part., por un balijero. prod.: buen trigo y vino, poco aceite, habas, guisantes, patatas, melones, sandias, leñas de combustible y carboneo, y buenos pastos, con los que se mantiene ganado lanar, cabrio y vacuno; abunda la caza de liebres, conejos, perdices y tasugos. ind.: la agrícola y recria de ganados. comercio: esportacion del sobrante de frutos, ganado y lana, é importacion de los art. que faltan. pobl.: 35 vec, 186 alm. cap. prod.: 640,000 rs. imp.: 51,200. contr.: 3,248. presupuesto municipal 3,607 se cubre con los fondos de propios y arbitrios.
(Madoz, 1848, pp. 451-452)

## Demografía
Mohernando cuenta con una población de 164 habitantes (INE 2024).

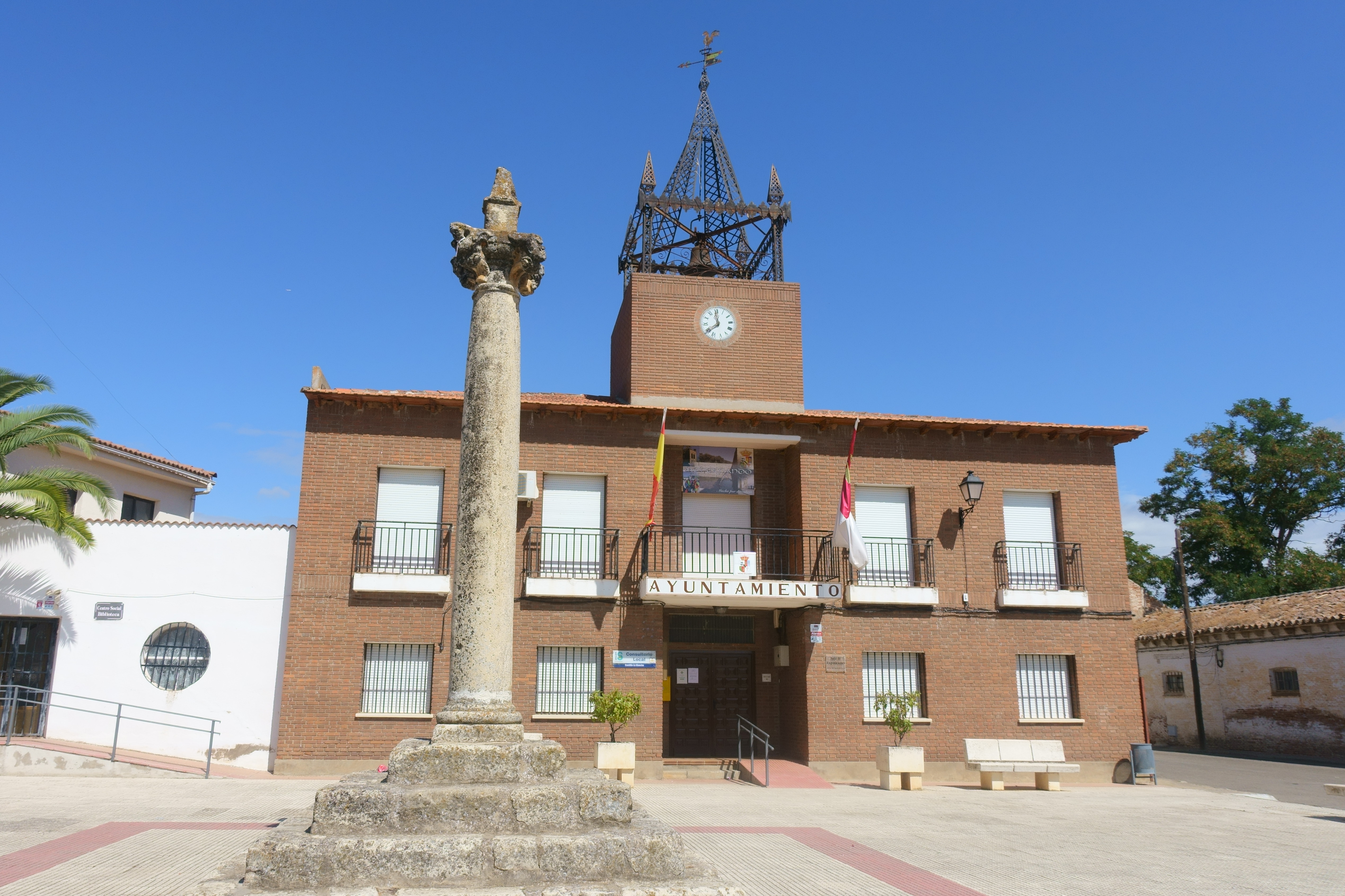
Casa consistorial

| Gráfica de evolución demográfica de Mohernando entre 1842 y 2021                                                    |
| |
| Población de derecho según los censos de población del INE Población de hecho según los censos de población del INE |

| 138           | 142 | 144 | 151 | 196 | 188 | 180 |
| (Fuente: INE) |     |     |     |     |     |     |

## Patrimonio

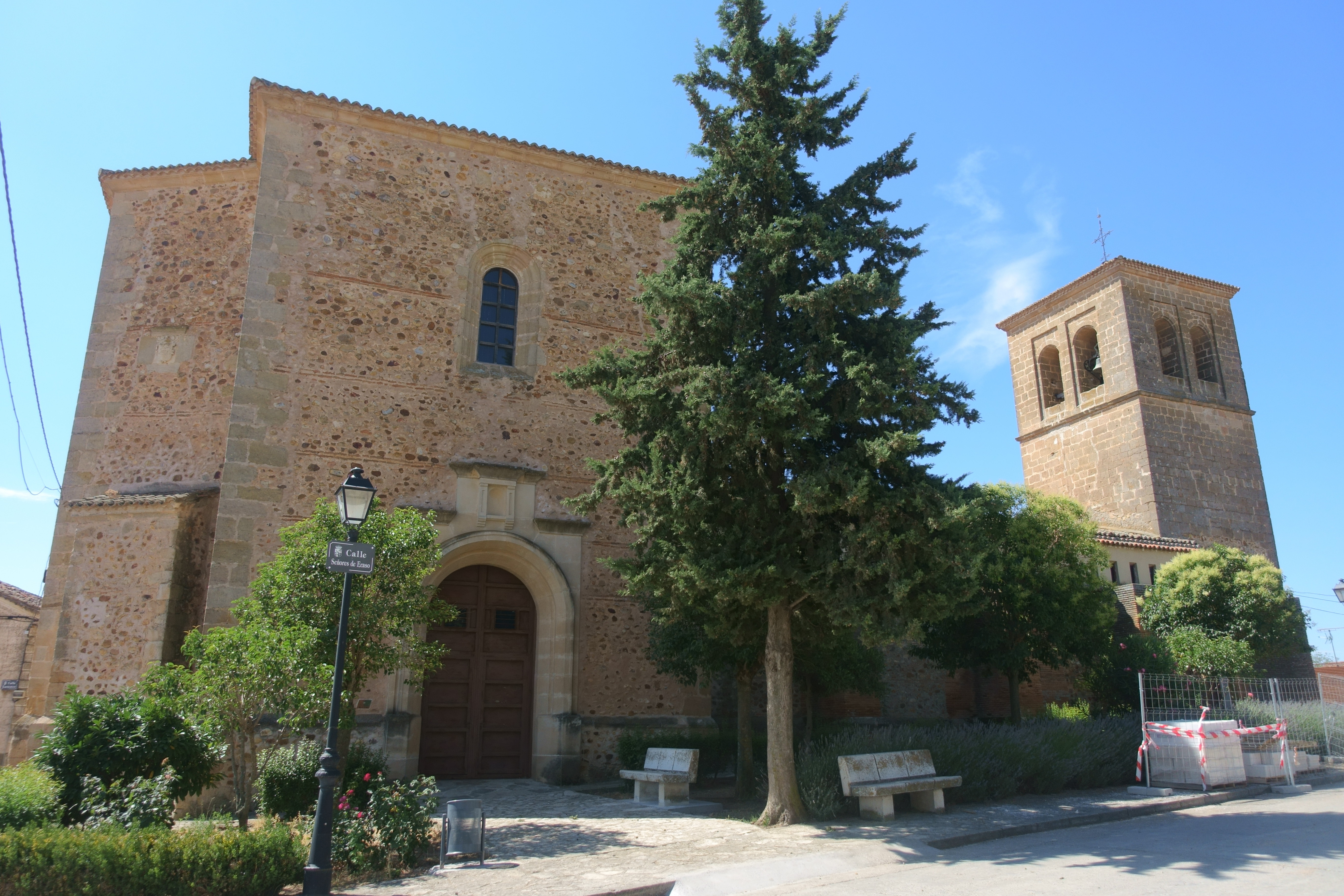
Iglesia de Nuestra Señora de la Luz Bella

La iglesia de la localidad está dedicada a Nuestra Señora de la Luz Bella.

## Fiestas
Las fiestas patronales son el 3 de mayo.